# Chrysobothris kalshoveni
Chrysobothris kalshoveni es una especie de escarabajo del género Chrysobothris, familia Buprestidae. Fue descrita científicamente por Obenberger en 1931.